# Jan Kořínek (obchodník)
Jan Kořínek (16. listopadu 1900, Litomyšl – 17. června 1942, Brno) byl český obchodník a legionář.

## Biografie
Jan Kořínek se narodil v roce 1900 v Litomyšli. Jeho otcem byl inspektor pojišťovny v Terstu Jan Kořínek, matka zemřela rok po jeho narození. V roce 1906 se rodina Jana Kořínka přestěhovala do Ústí nad Orlicí, kde následně Jan Kořínek vystudoval obecnou školu a posléze i živnostenskou pokračovací školu. V roce 1918 odešel do první světové války, kde nastoupil do bojů na italské frontě. V roce 1919 spolu s otcem bojovali v rámci sokolského praporu Stráže Svobody na území Slovenska. Již v Ústí nad Orlicí se stal členem organizace Sokol a v roce 1924 se tamtéž oženil s Barborou Chudou, která byla náčelnicí Sokola v Ústí nad Orlicí. V roce 1928 odešli do Třebíče, kde si Jan Kořínek zařídil na Karlově náměstí obchod se suknem a látkami a stal se náčelníkem místní organizace Sokola. Po počátku druhé světové války se zapojil do odboje a za svoji činnost byl dne 15. listopadu 1941 zatčen za rušení veřejného pořádku a bezpečnosti a pro přípravu velezrady a uvězněn v Kounicových kolejích v Brně, kde byl v červnu roku 1942 popraven. Jeho majetek byl po jeho smrti zabaven.
Po smrti byl vyznamenán Československým válečným křížem 1939. Jeho jméno bylo také uvedeno na pamětní desku obětem z řad Sokolstva v Třebíči a na památníku Bubnující legionář v Ústí nad Orlicí.